# Loxopsis agondas
Loxopsis agondas är en insektsart som först beskrevs av John Obadiah Westwood 1859.  Loxopsis agondas ingår i släktet Loxopsis och familjen Diapheromeridae. Inga underarter finns listade i Catalogue of Life.